# تل عبد العزیز
تل عبد العزیز (به عربی: تل عبد العزیز) یک روستا در سوریه است که در ناحیه صبوره واقع شده‌است. تل عبد العزیز ۵۴۲ نفر جمعیت دارد.